# 劍川高原鰍
劍川高原鰍（學名：Triplophysa jianchuanensis）為輻鰭魚綱鯉形目條鰍科高原鰍屬的其中一種。分布於亞洲中國雲南省大理白族自治州劍川縣淡水流域，本魚體延長，前半部略圓鈍，後半部側扁，口下位，下唇中部間斷，形成一對溝紋，下顎勺狀，具觸鬚3對，無被鱗片，側線完整，體色為黃褐色，身體具有褐色的斑紋，背鰭、尾鰭、臀鰭也具有深色斑紋，體長可達4.5公分，棲息在溪流底層水域，生活習性不明。

## 扩展阅读
維基物種上的相關：劍川高原鰍